# Microhyla mymensinghensis
Espèce
Microhyla mymensinghensis est une espèce d'amphibiens de la famille des Microhylidae.

## Répartition
Cette espèce est endémique du Bangladesh. Elle se rencontre dans les districts de Sunamganj, de Sylhet, de Netrokona et de Mymensingh.

## Étymologie
Son nom d'espèce, composé de mymensingh et du suffixe latin -ensis, « qui vit dans, qui habite », lui a été donné en référence au lieu de sa découverte, le district de Mymensingh.

## Publication originale
- Hasan, Islam, Kuramoto, Kurabayashi & Sumida, 2014 : Description of two new species of Microhyla (Anura: Microhylidae) from Bangladesh. Zootaxa, no 3755, p. 401–408.